# Cottonport
Cottonport – miasto w Stanach Zjednoczonych, w stanie Luizjana, w parafii Avoyelles.

## Współpraca
Miejscowość partnerska:
- Habay, Belgia